# Dudley Castle
Dudley Castle är en medeltida slottsruin i England. Den ligger i distriktet Dudley i West Midlands.